# Mozambique en los Juegos Olímpicos de Atenas 2004
Mozambique estuvo representado en los Juegos Olímpicos de Atenas 2004 por cuatro deportistas, dos hombres y dos mujeres, que compitieron en dos deportes.
El portador de la bandera en la ceremonia de apertura fue el atleta Kurt Couto. El equipo olímpico mozambiqueño no obtuvo ninguna medalla en estos Juegos.